# Halictus semitectus
Halictus semitectus är en biart som beskrevs av Morawitz 1874. Halictus semitectus ingår i släktet bandbin, och familjen vägbin. Inga underarter finns listade i Catalogue of Life.